# Pseudhapigia
Pseudhapigia is een geslacht van vlinders van de familie tandvlinders (Notodontidae).

## Soorten
- P. brunnea Schaus, 1901
- P. kurunensis Dognin, 1908
- P. misericordia Dyar, 1911